# سوسة النخيل الحمراء
سوسة النخيل الحمراء (الاسم العلمي: Rhynchophorus ferrugineus) أسم لنوع من الخنافس ذات الخطم تعتبر من أخطر الآفات الحشرية التي تهاجم النخيل بالمملكة العربية السعودية وكثير من دول العالم مثل الهند (الموطن الأصلي)، باكستان، أندونيسيا، فلبين، بورما، سيريلانكا، تايلند، العراق، الإمارات العربية المتحدة، البحرين، الكويت، قطر، سلطنة عمان ،جمهورية مصر العربية، تونس، ليبيا، المملكة الأردنية الهاشمية، إسبانيا، إيران، اليابان وغيرها. وتم اكتشاف أول إصابة بها في السعودية في بداية عام 1987 م. ثم انتشرت بعد ذلك إلى دول الخليج العربي الأخرى ومنطقة الشرق الأوسط وشمال أفريقيا. وتتبع سوسة النخيل الحمراء رتبة الحشرات غمدية الأجنحة حيث يتميز هذا القسم بما يلي:
1- تعيش أطوار الحشرة غير الكاملة داخل أنفاق تصنعها بنفسها داخل النسيج الخشبي حيث تعتبر مأوى لتواجد الحشرة
2- الحشرة الكاملة لها المقدرة على الطيران لمسافات بعيدة حيث تطير لمسافة 800-1200م طيران متواصل دون توقف ولعدة كيلو ميترات طيران متقطع مما يساعد على سرعة انتشارها
3- صعوبة الكشف المبكر للإصابة والتي تحتاج لمعرفة جيدة وخبرة عملية طويلة
4- تصيب الهيكل الأساسي ( الجذاع الرئيسي ) للأشجار
5- لها عدة أجيال في السنة تصل إلى ثلاثة أجيال وتكون هذه الأجيال متداخلة
6- أجزاء فم الطور اليرقي ( الطور الضار ) قوية حيث تعتمد عليها في التغذية وعمل الأنفاق داخل جذع النخلة

## دورة حياة
هذه الحشرة من الحشرات كاملة التطور أي تمر بمراحل البيضة واليرقة والعذراء وحشرة كاملة ولها ثلاثة أجيال في السنة ويعتبر الطور اليرقي هو الطور الضار.

## الحشرة الكاملة
الحشرة عبارة عن سوسة يبلغ طولها حوالي 4 سم وعرضها حوالي 1 سم لونها بني مائل للإحمرار مع وجود نقط سوداء على الحلقة الصدرية. ولها خرطوم طويل هو أقصر في الذكر منه في الأنثى كما يتميز الذكر عن الانثى بوجود زغب على السطح العلوي للخرطوم، وتعيش الحشرة الكاملة حوالي 2 - 3 أشهر، ويمكن مشاهدة الحشرة على مدار العام ولكن ذروة مشاهدتها تكون في شهر مارس وشهر يونيو وفي الصيف، والحشرة الكاملة لا ضرر منها لأن العذاري في الشرائق تكون عادة في المحيط الخارجي بساق النخلة أو في قواعد الكرب.
وتبيض الأنثى من 200 إلى 300 بيضة ثم تبدا في نهش قلب النخلة.

## البيض
بعد التزاوج تضع الإناث حوالي 200 - 300 بيضة وضعا انفراديا في الثقوب التي تحفرها أو في الجروح بمنطقة التاج أو في اباط الأوراق. كما تضع الإناث بيضها في الثقوب التي تحدثها الحفارات الأخرى (حفار ساق النخيل وحفار العذوق) إضافة إلى الثقوب والجروح التي تحدثها الآفات الأخرى.
و على الأماكن المجروحة من خلال العمليات الزراعية كالتكريب وقلع الفسائل والسعف وغيرها من الأعمال التي تحدث جروح في النخلة، طول البيضة حوالي 2 - 3 مليمتر اسطواني وتفقس بعد حوالي 3 - 5 أيام لتعطي اليرقات.

## اليرقة
تعتبر اليرقة هي الطور الضار للحشرة حيث تسبب أضرارا بالنخلة وتجعل من الساق إسطوانة فارغة تماما، إلا من الأنسجة المهترئة لأنها شرهة التغذية. لون اليرقة أبيض مصفر أو حليبي ولها رأس أحمر ذو أجزاء فم قارضة ذات فكوك قوية جدا وتتميز يرقة سوسة النخيل بأنها عديمة الأرجل ذات شكل كمثري تقريبا، ولليرقة 13 حلقة ويصل طولها إلى حوالي 6 سم عند اكتمال النمو وفترة حياتها تتراوح ما بين 2 - 3 أشهر وبعدها تتعذر داخل شرنقة، والشرنقة تنسجها اليرقة من أليف النخيل. وتعيش العذراء داخل الشرنقة لمدة أسبوعين تقريبا تتحول بعدها إلى الخادرة ويكون لونها أصفر مسمر لتتحول بعدها إلى الحشرة الكاملة، لتبدأ بالتزاوج ووضع البيض من جديد.

## أضرار سوس النخيل الحمراء
تعتبر سوسة النخيل الحمراء من أخطر الآفات الحشرية التي تهاجم النخيل بالمملكة العربية السعودية وكثير من دول العالم مثل الهند (الموطن الأصلي)، باكستان، أندونيسيا، فلبين، بورما، سيريلانكا، تايلند، العراق، الإمارات العربية المتحدة، البحرين، الكويت، قطر، سلطنة عمان ،جمهورية مصر العربية، المملكة الأردنية الهاشمية، إسبانيا، إيران، اليابان وغيرها. وتم اكتشاف أول إصابة بها في المملكة في محافظة القطيف بالمنطقة الشرقية في بداية عام 1987 م. ثم انتشرت بعد ذلك في المناطق المختلفة وأصبحت أخطر آفة تهدد النخيل بها وكذلك في دول الخليج العربي الأخرى ومنطقة الشرق الأوسط وشمال أفريقيا. تهاجم سوسة النخيل الحمراء النخيل في جميع الأعمار ولكنها تفضل الذي يقل عمره عن 20 سنة حيث أن جذع النخلة يكون غض وسهل الأختراق. وأخطر الأصابات التي تكون في قلب النخلة حيث يتجدد جريد النخلة ويصعب اكتشافها مبكرا وخاصة في الأشجار العالية، وتعتبر هذه السوسة العدو الخفي لأنها لا تصيب إلا شجرة النخيل حيث تقضي جميع نمو أطوارها داخل جذع الشجرة. والضرر الحقيقي الذي تحدثه هذه الآفة للنخلة هو موت النخلة.

## تشخيص الإصابة بسوسة النخيل الحمراء
لمساعدة المزارعين في كشف الإصابة في مراحلها المبكرة، يُنصح بإجراء مراقبة دورية للأشجار. يمكن استخدام أدوات بسيطة مثل المجهر اليدوي لفحص الجذوع والأوراق بشكل دقيق. كما يمكن الاستعانة بالخبراء الزراعيين لتقديم النصائح والتوجيهات حول أفضل الممارسات لمواجهة هذه الآفة.
بالتأكيد، الفحص الدوري والمراقبة المستمرة هما الخيار الأمثل لضمان صحة أشجار النخيل والحد من انتشار سوسة النخيل الحمراء. من خلال الانتباه إلى الأعراض الأولية، يمكن للمزارعين اتخاذ الإجراءات اللازمة بسرعة وحماية محاصيلهم من الضرر الكبير الذي قد تسببه هذه الآفة.

## الوسائل العملية لمكافحة سوسة النخيل الحمراء
يجب أن تعتمد مكافحة سوسة النخيل الحمراء على برامج الإدارة المتكاملة، ويجب أن تحتوي برامج الإدارة المتكاملة لسوسة النخيل الحمراء على كل أو معظم الطرق المتكاملة التالية:

### 1- المقاومة الكيماوية

#### أ- المعاملات الوقائية
وذلك بإتباع الإجراءات التالية:
1- نزع الأعشاب الضارة و مخلفات التقليم.
2- وضع أفخاخ وهي عبارة عن فيرومونات جنسية.
3- صيانة التربة وذلك بالتسميد الجيد مع التقليم الجيد للنخيل.

#### ب- المعاملات العلاجية
تعامل أشجار النخيل المصابة بأحد المبيدات الموصى بها.

#### ج- إجراءات الحفاظ على صحة النبات
تعتبر صحة النبات والعمليات الزراعية مكونات هامة في برامج المكافحة المتكاملة لسوسة النخيل الحمراء ومن هذه العمليات:
1- النظافة الدورية لتاج النخلة
2- معاملة أي جروح بالنخلة بأحد المبيدات المناسبة وسد مكانها بالطمي أو الأسمنت.
3- معاملة المناطق حول ومكان إزالة الفسائل بأحد المبيدات المناسبة وسد مكان الانفصال بالطين أو الأسمنت.
4- مكافحة أي عدوى مرضية للنخلة (بكتيرية، فطرية أو فيروسية) لأن هذه الإصابات تسهل الإصابة بسوسة النخيل الحمراء
5- مكافحة أي آفات أخرى مثل القوارض، القواقع وحفارات الساق التي تصيب النخلة.
6- استخدام الري بالتنقيط بدلاً من الري الغمر لتقليل نسبة الرطوبة التي تسهل الإصابة بسوسة النخيل الحمراء.
7- التسميد المناسب الذي يعمل على تقوية أشجار النخيل.
8- الاكتشاف المبكر لأي إصابة بالسوسة واتخاذ الإجراءات العلاجية فوراً وفي أسرع وقت ممكن.
9- نزع الأشجار المصابة مع حرقها خارج المحيط.

### 2- المكافحة الحيوية
تم تجربة العديد من العوامل الحيوية (نيماتودا، بكتريا، فطريات أو فيروسات) ضد سوسة النخيل الحمراء معملياً ضد الأطوار المختلفة من السوسة، ولكن لم يثبت فعالية أي من هذه الكائنات في الحقل، وقد يعود ذلك لطبيعة هذه الحشرة التي تكون في معظم فترات حياتها مختفية داخل النخلة فلا يمكن إيصال أو وصول هذه العوامل الحيوية بسهولة.

### 3- الحجر الزراعي
تعتبر إجراءات الحجر الزراعي ضرورة حتمية في برامج مكافحة سوسة النخيل الحمراء، فقد ثبت أن انتشار هذه الآفة من مكان لآخر داخل بلد معين أو من بلد معين إلى بلد آخر قد حدث بسبب غياب إجراءات الحجر الزراعي، ولذلك يجب إصدار القوانين والتشريعات وتفعيلها للعمل بقوانين الحجر الزراعي داخل نفس المحافظة أو بين محافظة وأخرى داخل نفس البلد وكذلك بين كل دولة وأخرى يتم نقل فسائل النخيل بينهما لمنع انتشار السوسة.

### 4- صيد سوسة النخيل الحمراء
يعتبر من أحد الطرق الهامة في برامج المكافحة المتكاملة لهذه الآفة، ويوجد نوعان أساسيان من المصائد يمكن استخدامهما في برامج المكافحة المتكاملة للآفة ومنها:

#### أ – المصائد الغذائية
هناك العديد من الطعوم الغذائية التي ثبتت فائدتها في جذب سوسة النخيل لهذه المصائد ومنها:
- مستخلص الشعير مع الأيزوأميل أسيتات isoamyl acetate
- أنسجة ساق النخيل، حيث تقطع جذوع أشجار جوز الهند المعاملة بعصارة جوز الهند مع الخميرة وحمض الخليك وقصب السكر والتمر المجفف

#### ب‌- المصائد الفرمونية

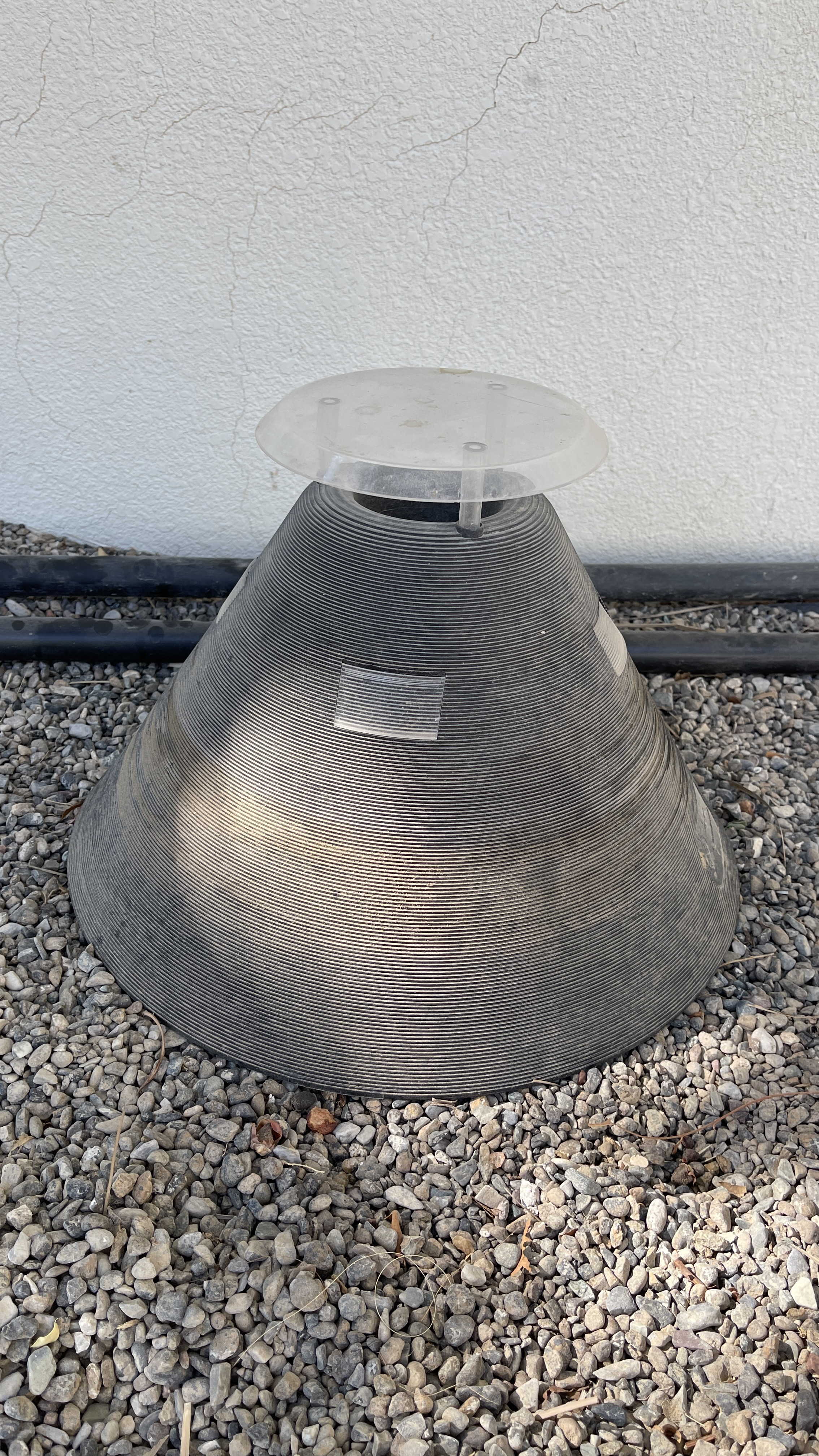
مصيدة فرمونية جافة

تلعب المصائد الفرمونية دوراً هاماً في برامج المكافحة المتكاملة للعديد من الآفات ويتكون المخلوط التجارى لفرمون التجمع لسوسة النخيل الحمراء من خليط من 4- ميثيل-5-نونانول + 4-ميثيل-5- نونانون بنسبة 1:9 وأحيانا يضاف إلى هذا المخلوط الايثيل أسيتات الذي يحسن من كفاءة الصيد. إن معدل تحرر الفرمون ونوع المادة الغذائية المضافة معه في المصيدة لهما تأثير كبير في فاعلية هذه المصائد.
وتستخدم هذه المصائد في حالة سوسة النخيل الحمراء لغرضين هما:
1- المكافحة: وذلك بالصيد المكثف لأعداد كبيرة من السوسة.
2- تتبع ظهور الآفة وتتبع كثافتها في منطقة معينة.